# Notoplites rostratus
Notoplites rostratus är en mossdjursart som beskrevs av Harmer 1923. Notoplites rostratus ingår i släktet Notoplites och familjen Candidae. Inga underarter finns listade i Catalogue of Life.